# 서던캘리포니아 대학교
서던 캘리포니아 대학교(University of Southern California, 약칭: USC)는 1880년에 개교한 최상위권 연구 중심 사립 대학이다. 캘리포니아에서 가장 오래된 사립 대학교이다. 한국 이름을 가진 유일한 미국 대학으로 '남가주(南加州)대학'이라고 불리기도 한다.
캘리포니아주 로스앤젤레스의 중심가에 자리잡고 있는 USC는 대규모의 도시형 학교로서 LA 다운타운에서 2마일 남쪽에 위치하고 있으며, 캘리포니아식의 로마네스크 건물과 현대적인 벽돌 건물들로 조화를 이룬 아름다운 캠퍼스를 보유하고 있다.
USC는 2020년 QS 세계 대학 랭킹에서 전미 15위, 2019-20년 월 스트리트 저널 대학 평가에서 전미 18위, U.S. News & World Report의 대학 평가에서 21위, 중국 세계 대학 학술 순위에서 55위, 그리고 타임스 고등교육 세계 대학 랭킹에서 62위에 랭크되었다. 
USC는 영상예술, 저널리즘, 공공정책 그리고 공학에서 특히 두각을 드러내는데, USC 영상대학(USC School of Cinematic Arts)과 애넌버그 언론대학(USC Annenberg School for Communication and Journalism)는 전미 1위, 프라이스 공공정책 대학원(USC Sol Price School of Public Policy)은 전미 3위,, 비터비 공대(USC Viterbi School of Engineering)은 전미 10위의 위치에 있다.
2019-20년 기준 20,500명의 학부생과 28,000명의 대학원생들이 경영학, 법학, 공과대학, 사회복지학, 의학 등에 등록되어 있다. USC는 미국에서 하버드 대학교, 스탠퍼드 대학교에 이어 세 번째로 높은 기금 모금을 하는 대학으로, 57억 3천만 달러 (약 7조 200억 원)의 기금을 보유하고 있으며 미국에서 경쟁률 높은 학교들 중 하나로 손꼽힌다. 현재 10명의 노벨상 수상자와 11명의 로즈 장학생이 학교와 연관되어 있으며, 34명의 아카데미 상 수상자를 배출하였다.
USC는 혁신과 기업가 정신의 전통을 가진 학교이다. USC 졸업생들이 창업한 기업으로 루카스필름, 퀄컴, 마이스페이스, 세일즈포스닷컴, 라이엇 게임즈, 틴더 등이 있으며, 미국에서 4번째로 가장 많은 억만장자를 배출한 학교이다.
USC의 전통 중 유명한 것은 대학 미식축구로, NCAA의 Pac-12 Conference에 소속되어 있다. 스포츠 팀을 일컫는 Trojans (트로전스)는 NCAA 팀 챔피언십을 102번, NCAA 개인 챔피언십을 378번 우승하였다(랭킹 전미 2위). USC의 동문은 하계 올림픽에서 금메달 144개, 은메달 93개, 동메달 72개를 획득하였는데, 이는 미국의 어느 대학보다 높은 수치이며 USC를 국가로 가정할 시 전 세계 14위에 해당하는 순위이다.

## 역사
USC는 1880년 10월 6일 캘리포니아의 판사였던 로버트 위드니 (Robert M. Widney)가 지역 유지들의 성금을 모아 건립하였다. 1884년 3명의 첫 졸업생들을 배출한 후 약대 (1885)와 법대 (1896)를 건립하며 종합대학의 모습을 갖추기 시작하였다.
1912년 스탠퍼드 대학교와의 미식축구 경기 이후 현재까지 USC의 스포츠 팀 및 학생들을 지칭하는 트로이전 (Trojans)이라는 표현이 만들어졌으며, 1929년에 영상학부 (Department of Cinema)를 설립함으로써 할리우드와 가장 연계가 깊은 대학으로 자리잡았다.
이후 1932년과 1984년의 두 차례에 걸쳐 올림픽을 개최했으며, 1991년 스티븐 샘플 (Steven B. Sample) 총장의 취임과 더불어 급격한 학문적 위상의 상승을 이루어내었다. 2014년 주변의 치안 문제를 개선하며 학생들의 주거를 보장하기 위해 6억 달러를 들여 USC Village라는 상권 복합형 기숙사를 건설한 후 현재에 이른다. 현재 USC는 LA 광역권에 약 80억 달러 (9조 8,700억 원)의 경제 활동을 창출해내고 있으며, 로스엔젤레스에서 두 번째로 큰 고용주가 되었다. 현재 57억 달러 (7조 300억 원)의 기금을 바탕으로 매년 7억 6400만 달러 (9400억 원)를 학문 연구에 투자하고 있다.

## 구성
USC는 19개의 단과대학으로 구성되어 있다.
- USC Dana and David Dornsife College of Letters, Arts and Sciences (인문과학)
- USC Marshall School of Business (경영학)
- USC Viterbi School of Engineering (공학)
- USC Annenberg School for Communication and Journalism (저널리즘 및 커뮤니케이션)
- USC Gould School of Law (법학)
- USC School of Cinematic Arts (영상학)
- USC Thornton School of Music (음악)
- USC School of Architecture (건축학)
- USC Leventhal School of Accounting (회계학)
- USC Roski School of Art and Design (예술 및 디자인)
- USC Glorya Kaufman School of Dance (무용)
- Herman Ostrow School of Dentistry of USC (치대)
- USC School of Pharmacy (약학)
- USC Leonard Davis School of Gerontology (노인병학)
- USC Mrs. T.H. Chan Division of Occupational Science and Occupational Therapy (작업치료)
- USC Sol Price School of Public Policy (공공정책)
- USC Suzanne Dworak-Peck School of Social Work (사회복지)
- USC Bovard College (인적자원 관리 및 Professional Studies)
- USC Iovine and Young Academy (예술, 기술, 비즈니스 융합)

## 유명 동문
한국을 비롯한 세계 여러나라의 저명 인사들이나 지도급 인사들이 이 학교 졸업생이다. 한국에서는 조양호 전 한진그룹 회장을 필두로 한 한진 일가, 유일한 유한양행 창립자, 함영준 오뚜기 대표이사 등의 재계, 최병렬 전 한나라당 대표, 강영훈 전 국무총리, 박세직 전 88올림픽 조직위원장으로 대표되는 정계, 그리고 임영신 중앙대 설립자, 정창영 전 연세대 총장, 이성우 전 국민대 총장, 최순자 전 인하대 총장 등의 학계에 졸업생들이 있다. 이 밖에도 현직 USC 출신 교수가 서울대, 연세대, 고려대, 포항공대, 한양대, 중앙대, 숭실대, 성신여대 등 국내외 대학에 다수 포진하고 있다. 또한 역사작가 겸 방송인 썬킴도 이 대학 출신이다.
세계적으로는 아베 신조 및 미키 다케오 일본 총리, 조지 루카스와 로버트 저메키스 영화감독, 워런 크리스토퍼 전 미국 국무장관, 닐 암스트롱 우주비행사와 프랭크 게리 건축가, 프라이스 클럽 창업자 솔 프라이스, 퀄컴 설립자 앤드류 베르티가 유명한 동문으로 꼽히며, 그 밖에 걸프전 영웅 노먼 슈워츠코프 4성 장군, 미국 프로야구 명예의 전당 멤버인 랜디 존슨 등도 유명 동문이다.

## 입학 현황
미국 서부에서 잘 알려진 연구 중심 명문 사립 대학교로서, 입학 경쟁률이 높다. 2019년 가을 학기에 입학한 신입생 (Class of 2023)의 경우 66,200명이 지원하여 11%의 합격률을 보였다. 이 학교에 지원하는 학생들은 스탠퍼드 대학교, UC 버클리, UCLA와 같은 미 서부를 대표하는 명문 대학교에 함께 지원하는 경우가 많다. 2020년 기준 합격자의 38%는 고등학교에서 A만을 받은 학생 (Straight-A Student)이었고, SAT와 ACT 점수의 중간값은 각각 1370-1520, 32-35로 미국 상위 3%에 해당하였다.
USC는 Princeton Review가 10,000명의 응답자에게 설문한 결과 하버드 대학교, 프린스턴 대학교, 스탠퍼드 대학교, 예일 대학교와 함께 "Top 10 Dream College"(학생과 학부모 모두가 꼽은 최고의 학교)로 선정되었다. 2019년 기준 신입생의 32%가 백인, 23%가 아시아계 미국인, 14%가 히스패닉, 6%가 흑인, 그리고 15%가 유학생이었다.

## 사진 모음

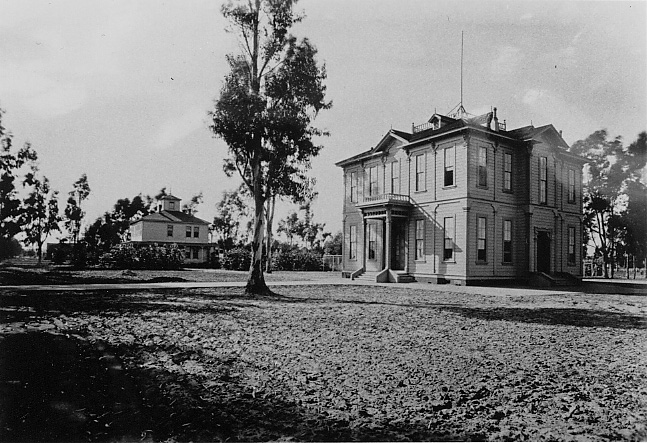
위드니 졸업자 하우스
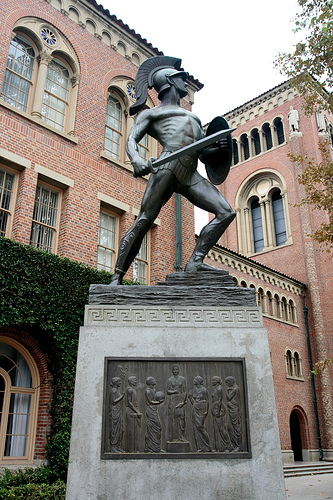
"토미 트로잔" 대학의 심볼
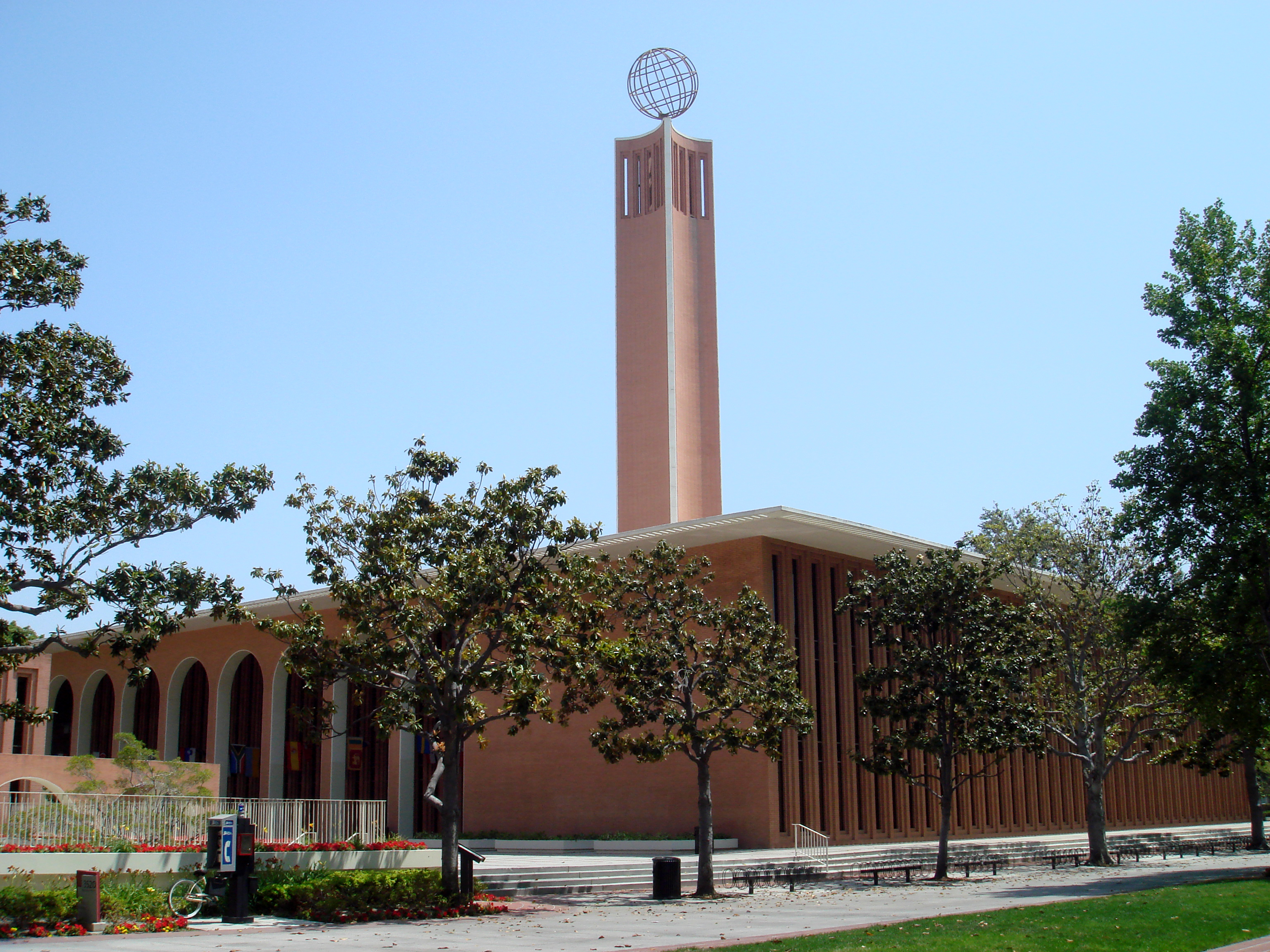
폰 클라인스미트 센터
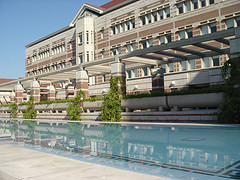
토마스와 도로시 리비 도서관
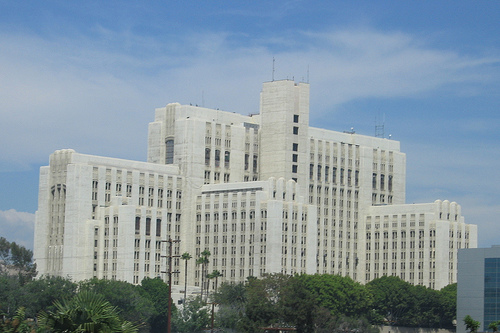
로스 엔젤레스 카운티-USC 메디컬 센터
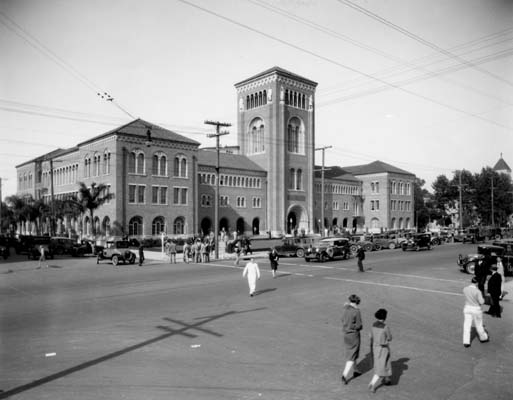
보바드 홀
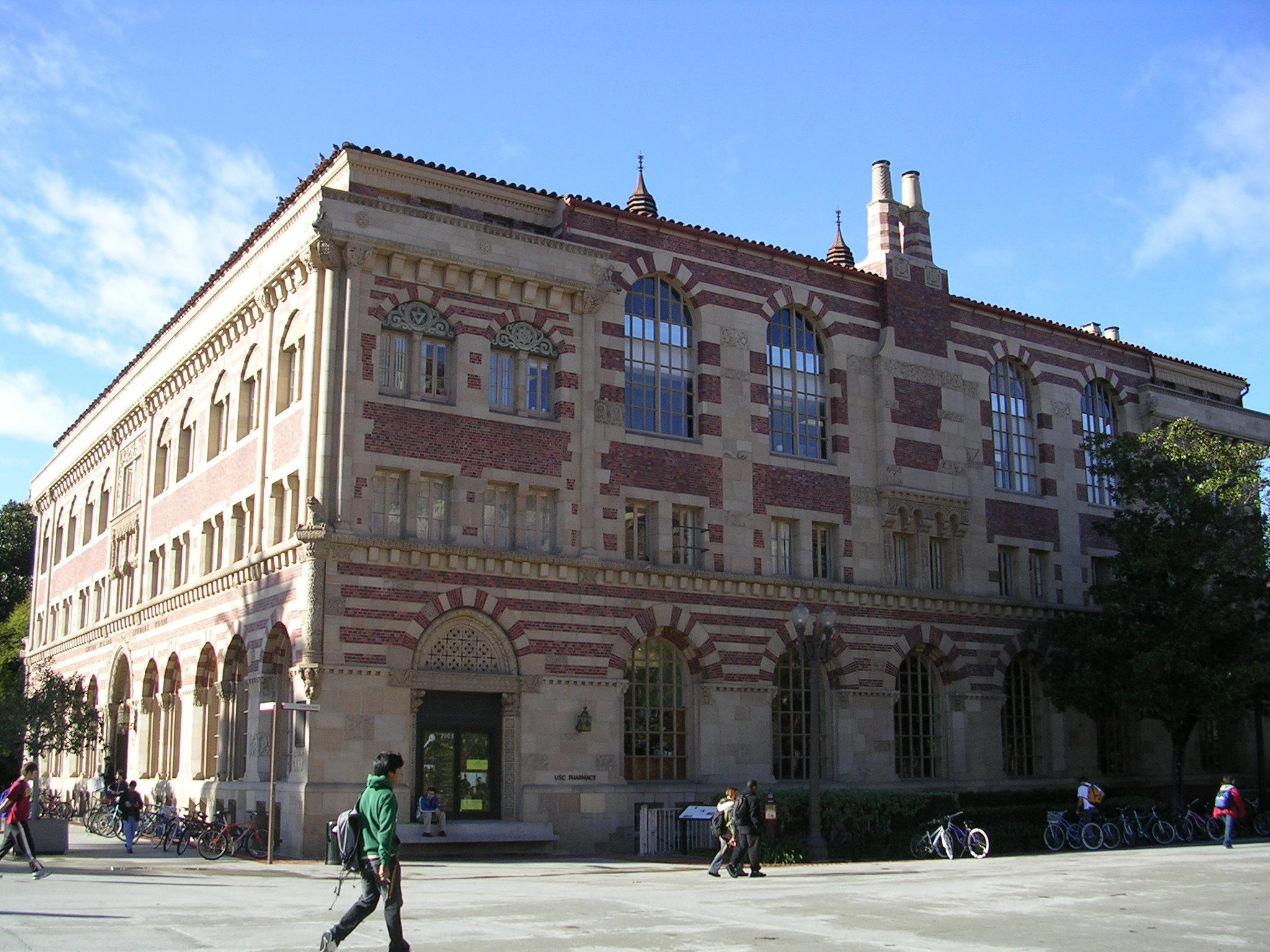
USC Gwynn Wilson 학생회.
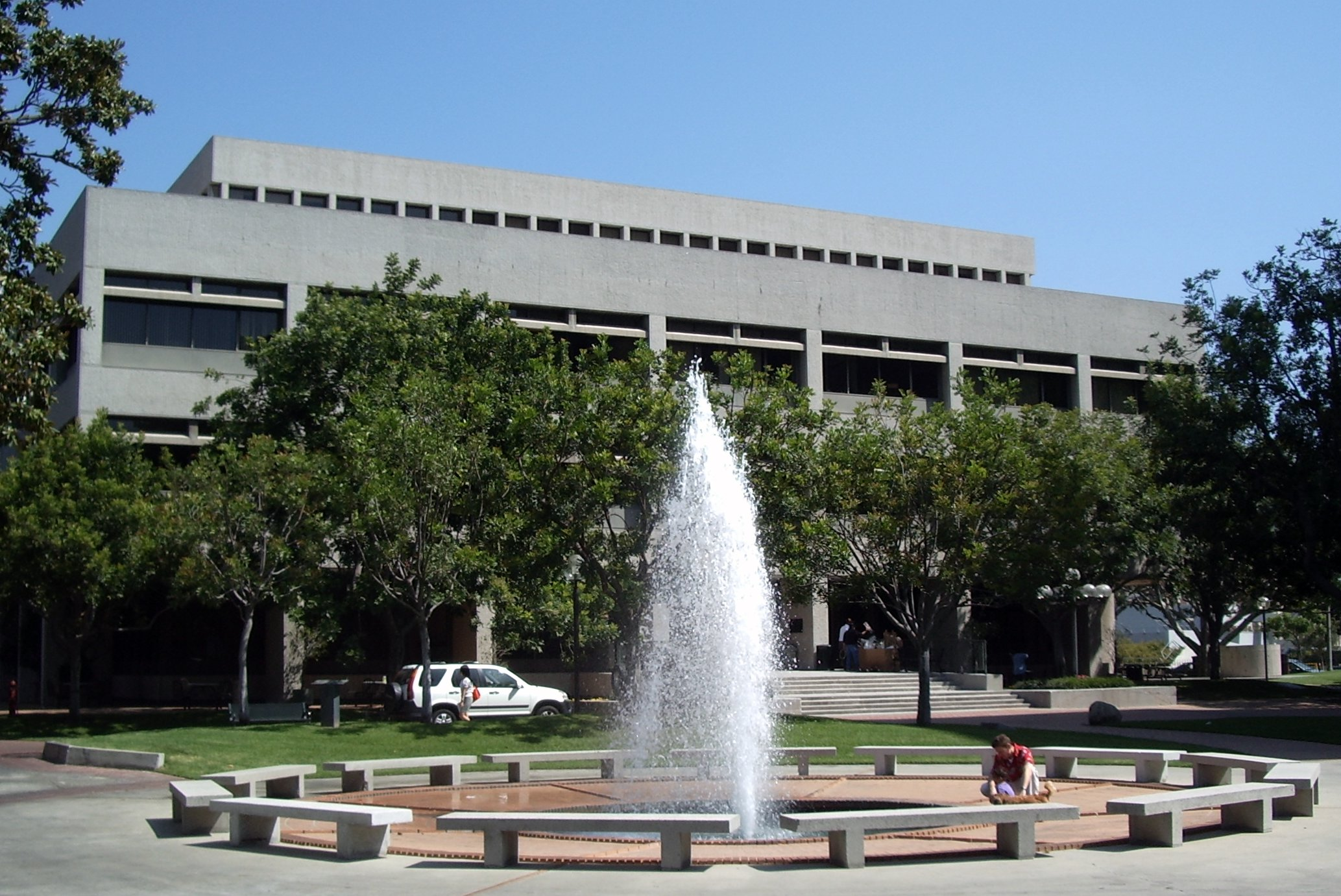
법대 건물
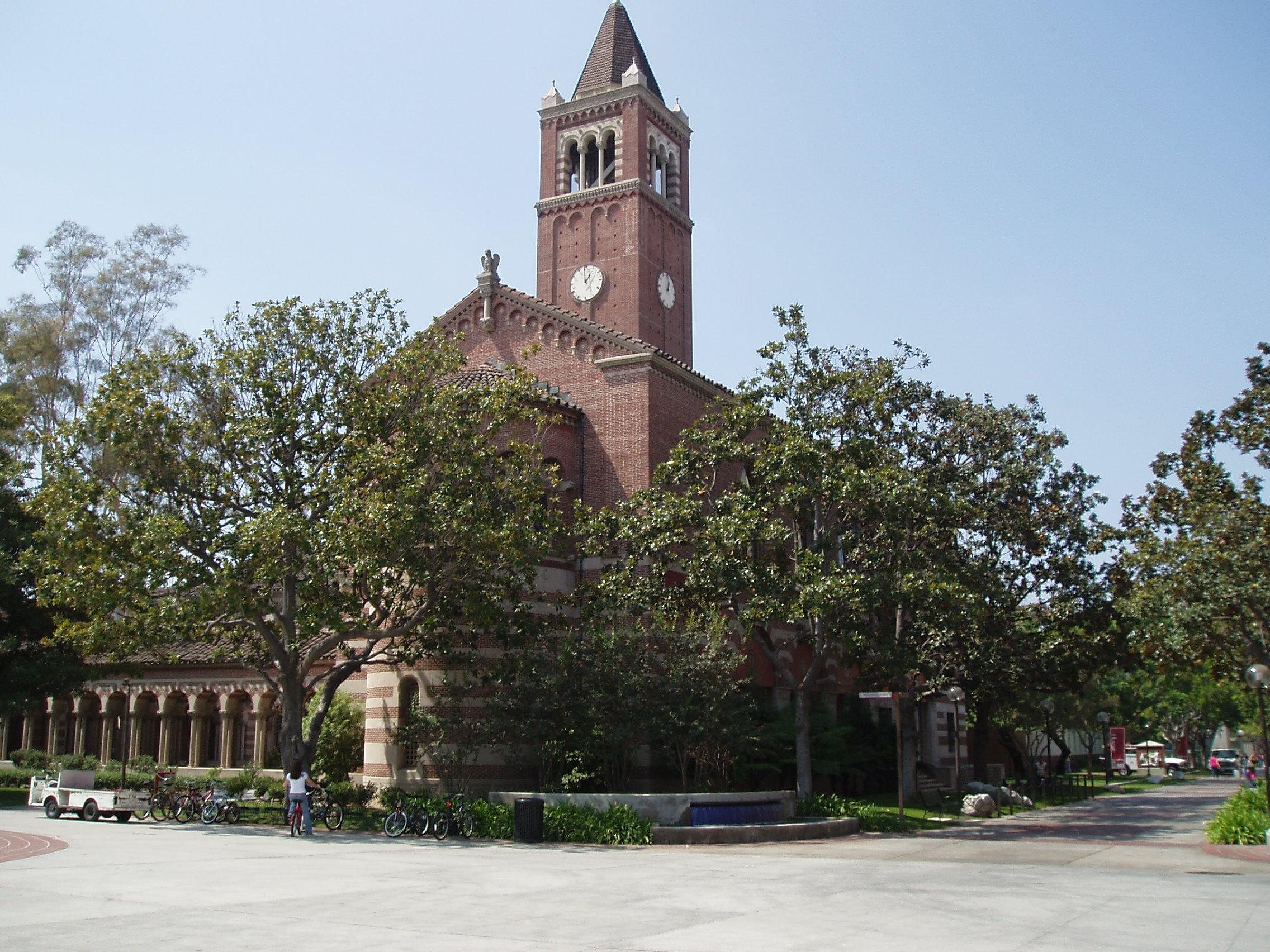
머드 홀
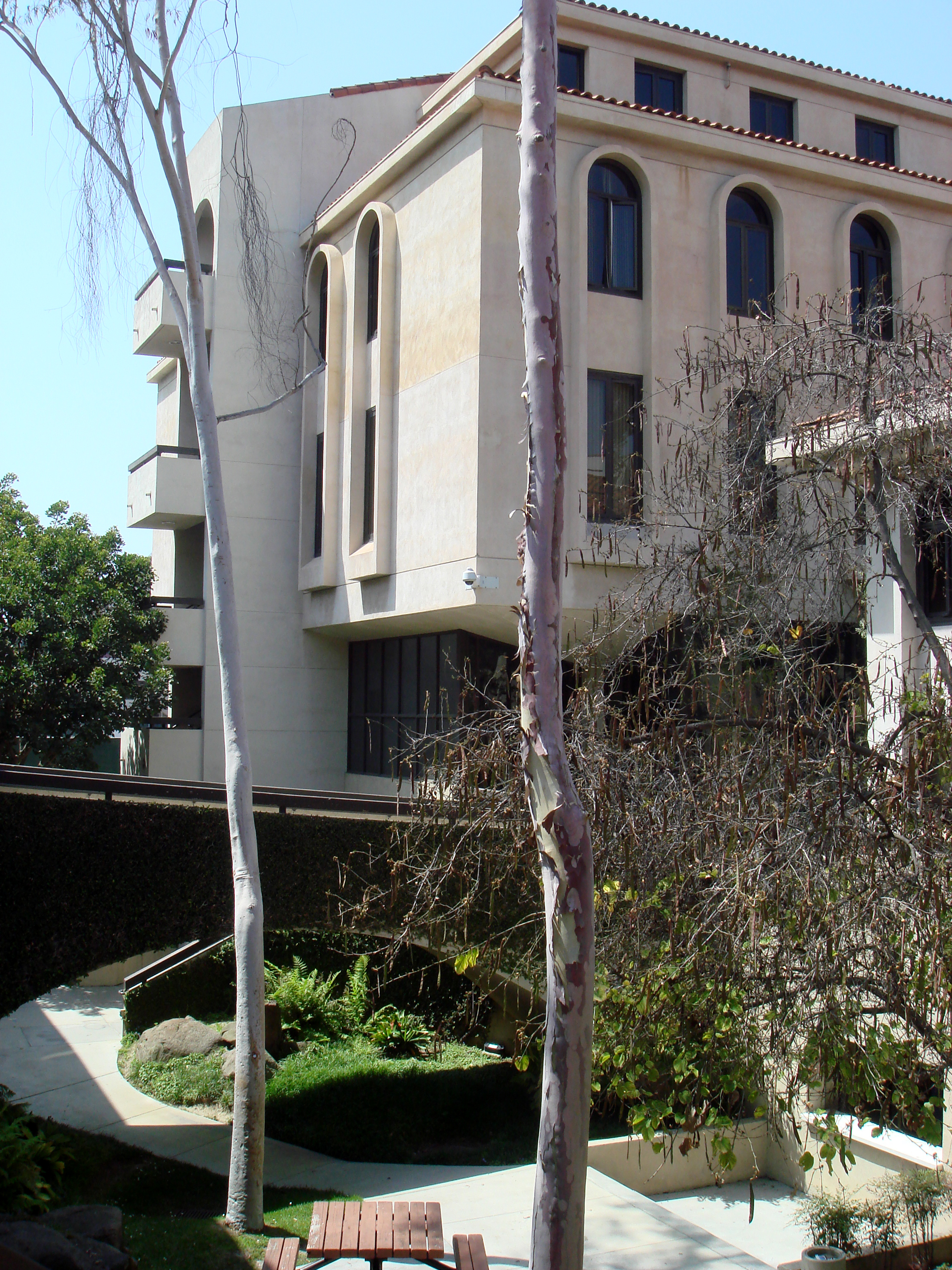
조지 루카스 빌딩
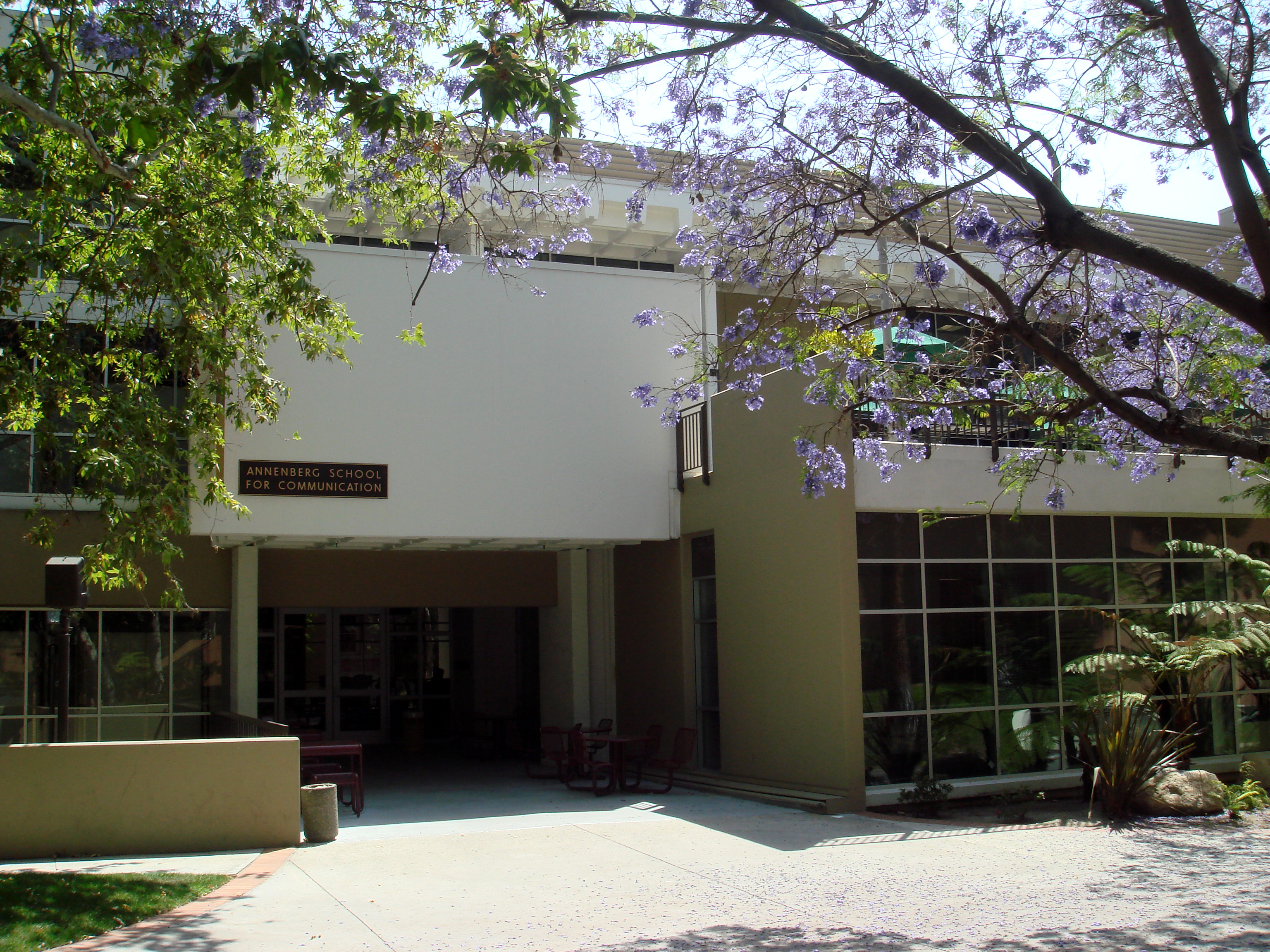
아넨버그 통신 대학
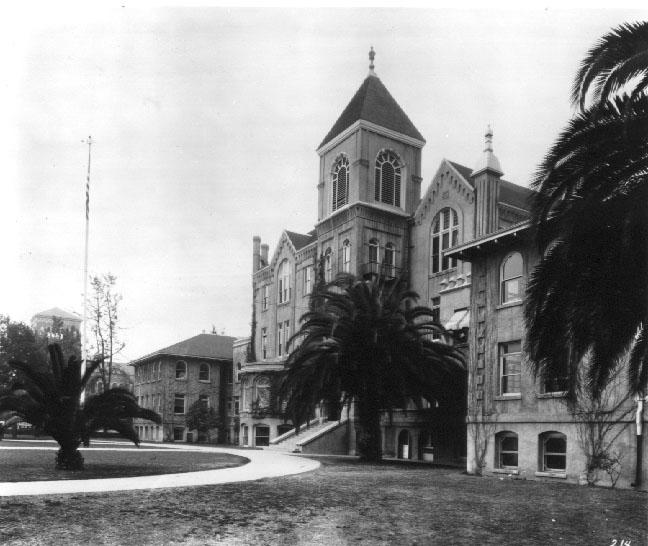
첫 도서관
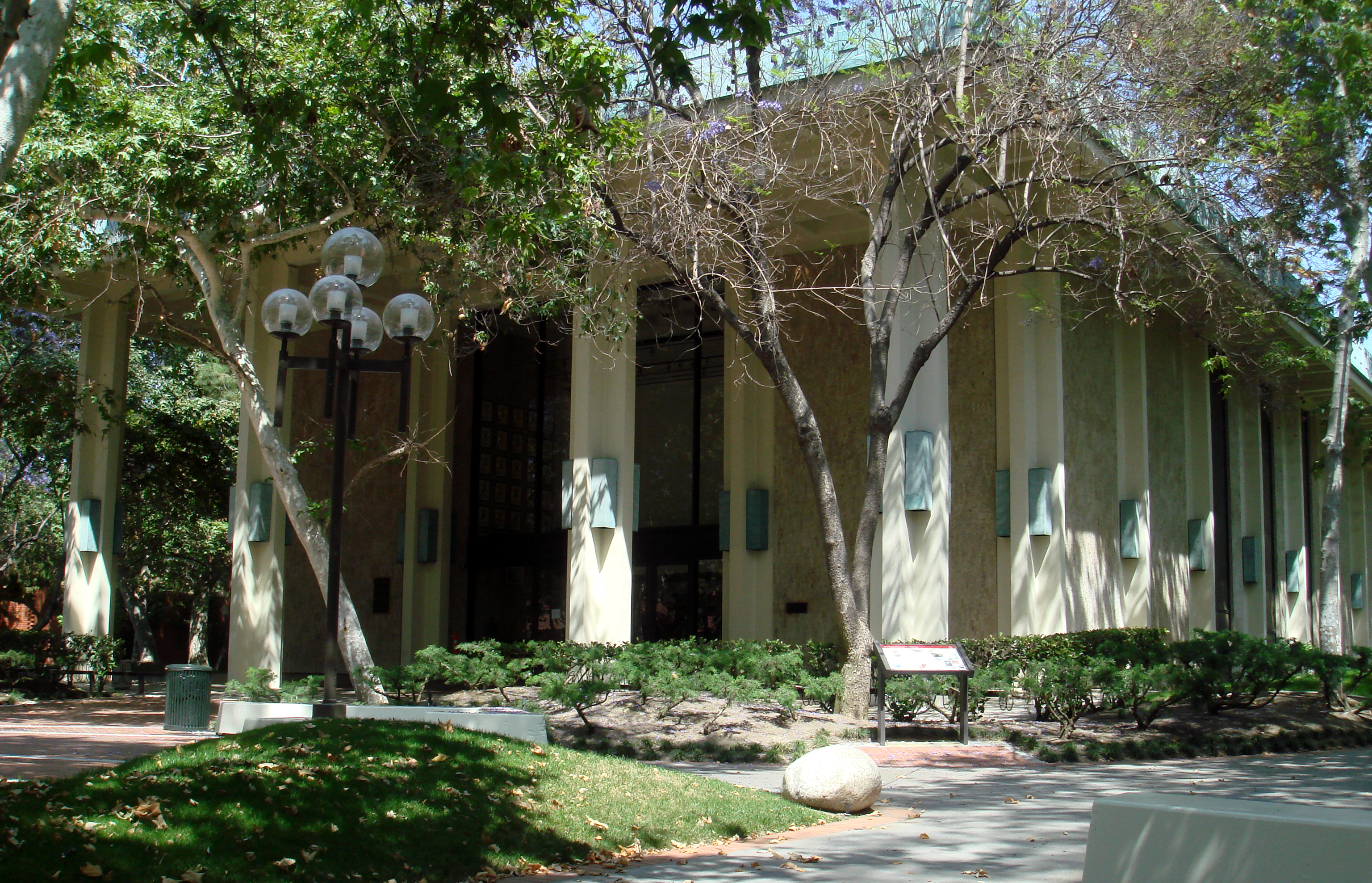
Eileen L. Norris 영화관
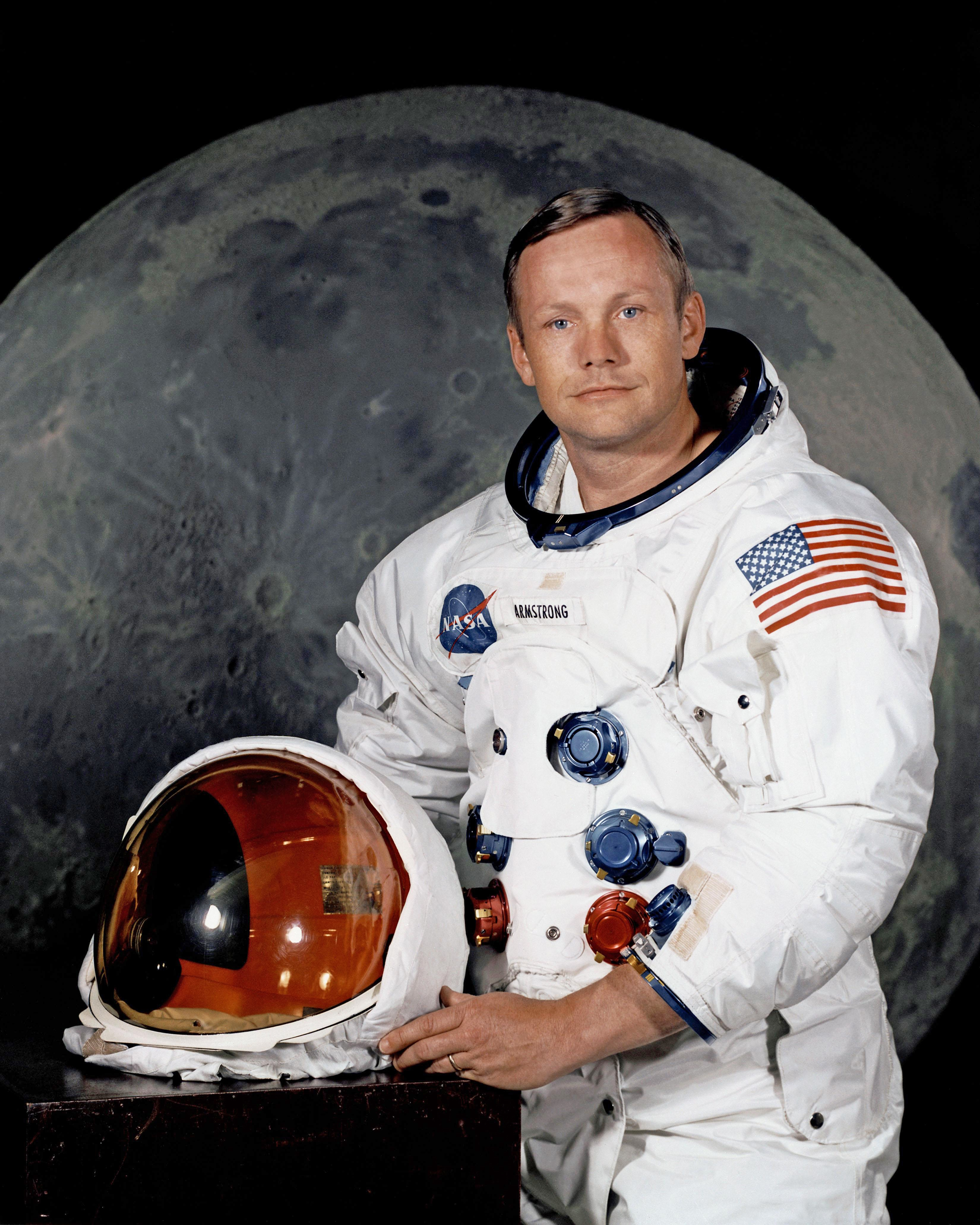
닐 암스트롱, USC 동문
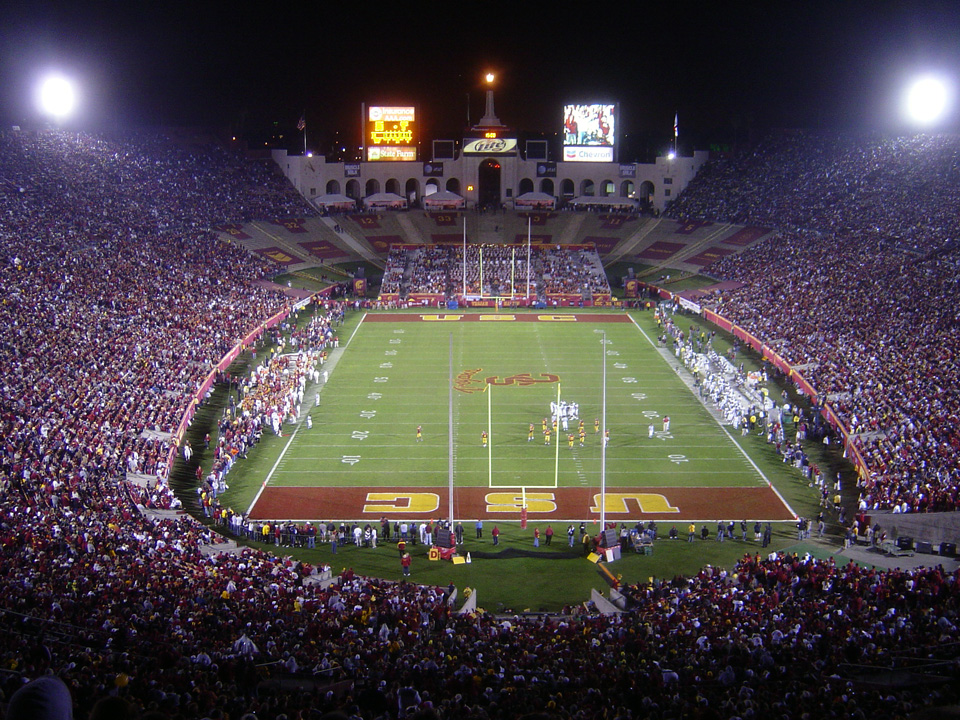
로스 엔젤레스 Memorial Coliseum
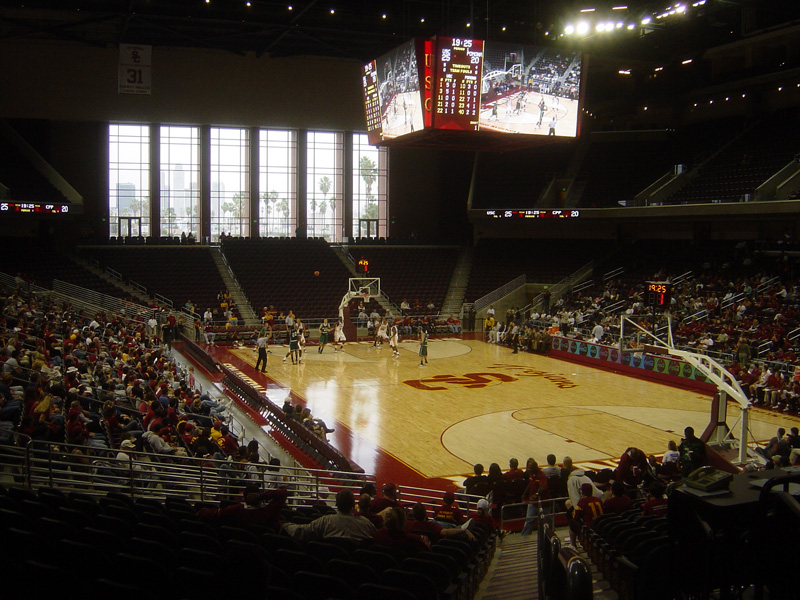
Galen 센터
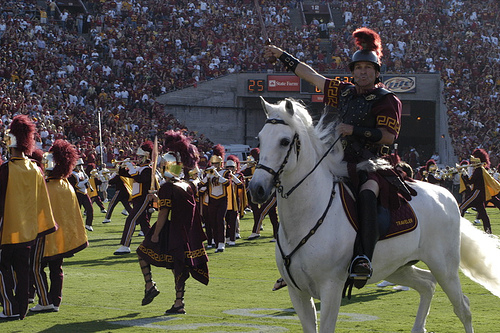
USC 마스콧 트로이 전사와 여행자
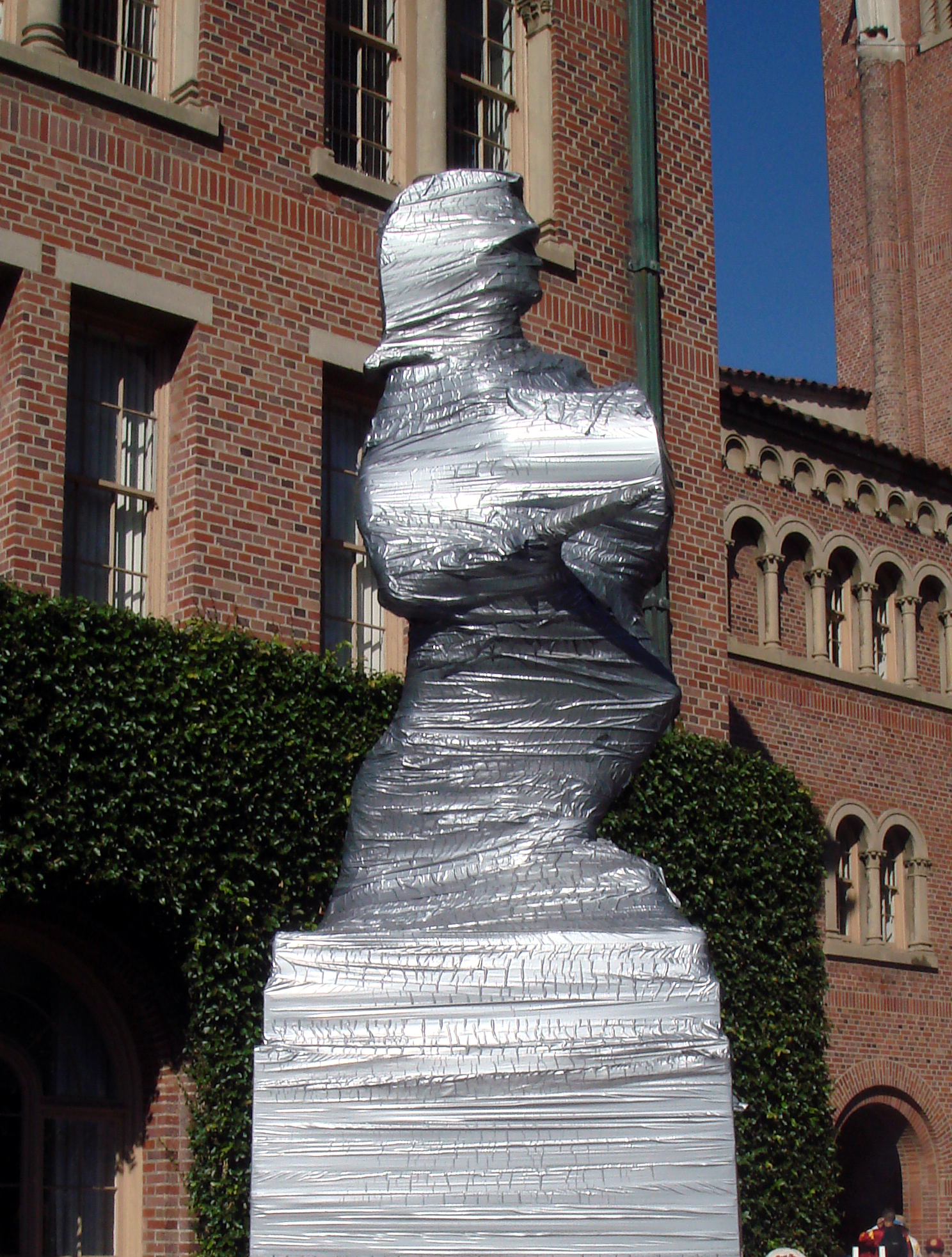
트로잔 동상
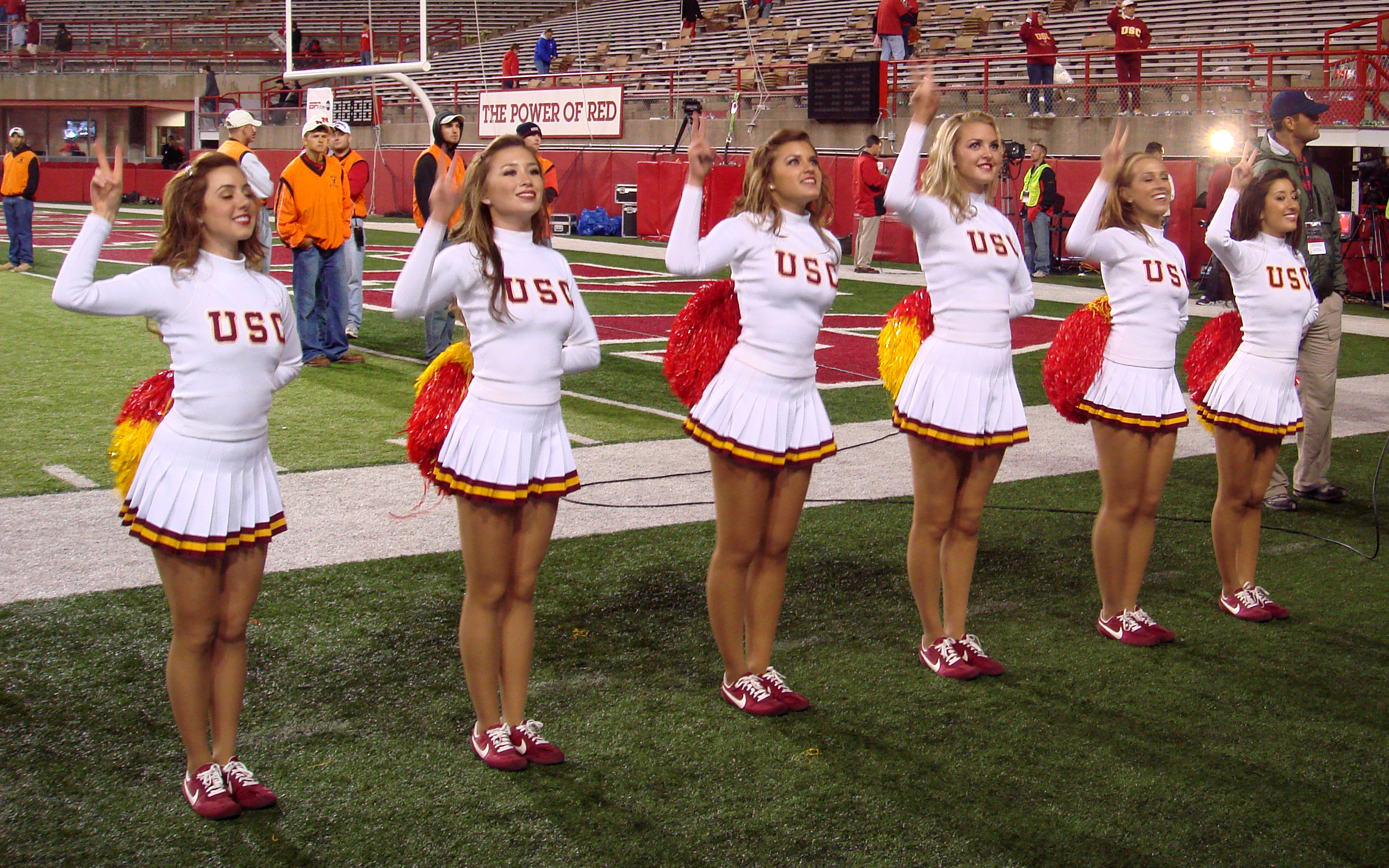
미식축구팀 치어리더들
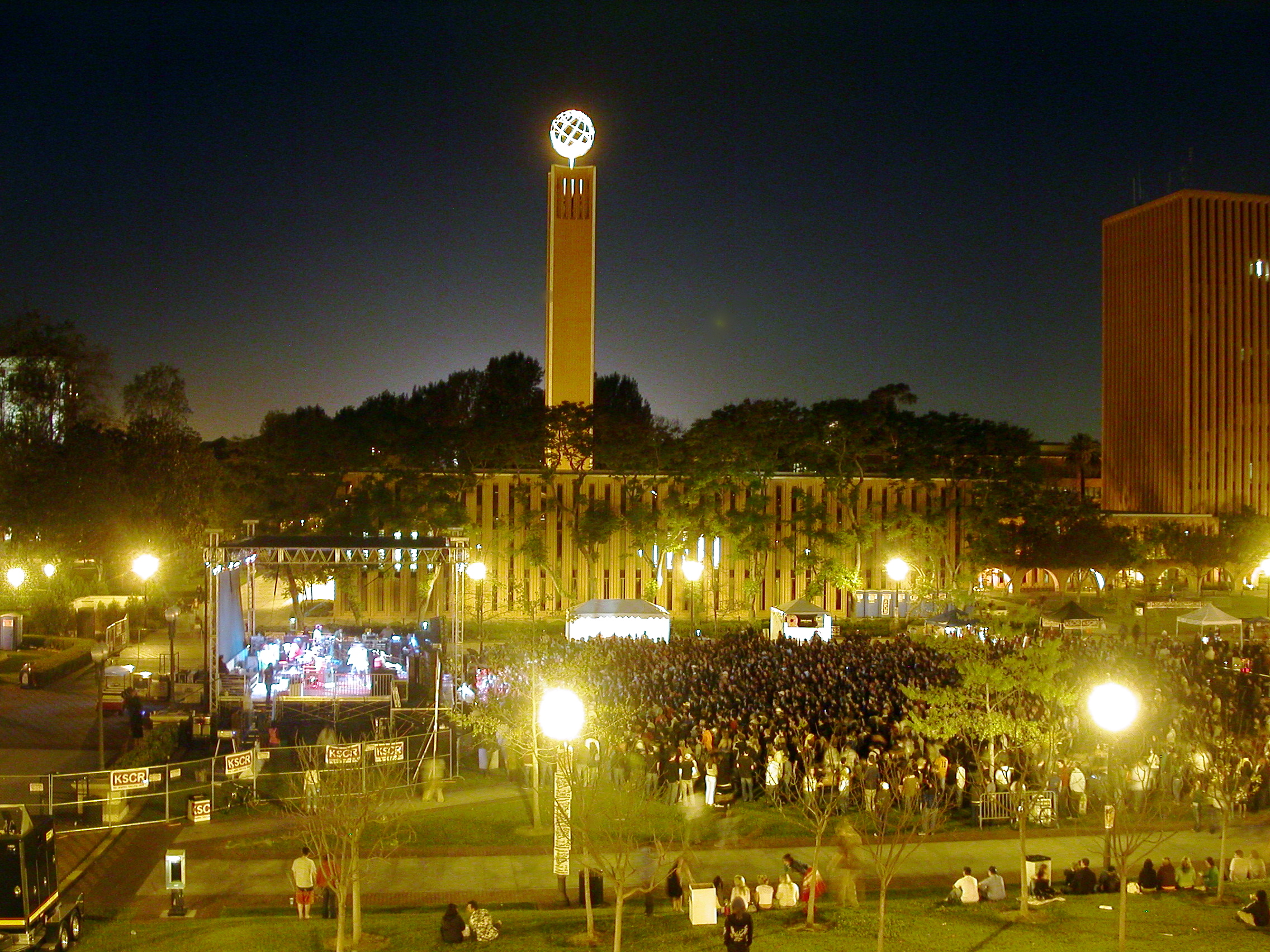
USC의 봄 축제
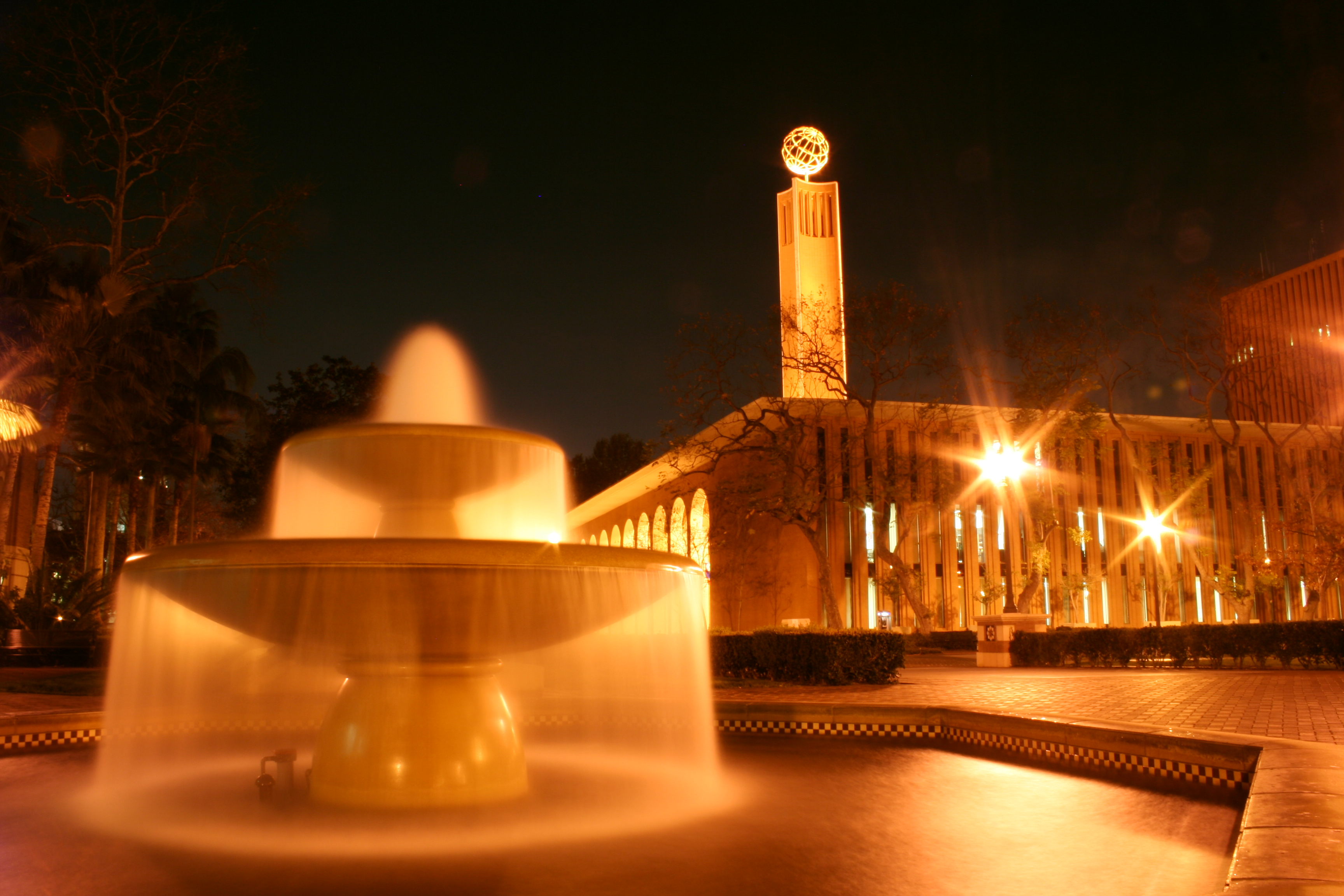
도헤니 도서관 외부